# Circonscription d'Irlande du Nord
L'Irlande du Nord (irlandais : Tuaisceart Éireann /ˌɪntɚˈnæʃnəl/ ; Ulster-Scots : Norlin Airlann) est une circonscription du Parlement européen de 1979 jusqu'à la sortie du Royaume-Uni de l'Union européenne le 31 janvier 2020. Il a élu trois MEPs en utilisant le vote unique transférable , ce qui en fait la seule circonscription au Royaume-Uni à ne pas utiliser la représentation proportionnelle.

## Limites
La circonscription couvre la totalité de l'Irlande du Nord.

## Membres du Parlement européen
| Année | Membre        | Membre           | Parti               | Membre                     | Membre          | Parti     | Membre          | Membre                      | Parti           |
| ----- | ------------- | ---------------- | ------------------- | -------------------------- | --------------- | --------- | --------------- | --------------------------- | --------------- |
| 1979  |               | Ian Paisley      | Democratic Unionist |                            | John Hume       | SDLP      |                 | John Taylor                 | Ulster Unionist |
| 1984  |               | Ian Paisley      | Democratic Unionist |                            | John Hume       | SDLP      |                 | John Taylor                 | Ulster Unionist |
| 1989  | Jim Nicholson | Ian Paisley      | Democratic Unionist |                            | John Hume       | SDLP      |                 |                             | Ulster Unionist |
| 1994  | Jim Nicholson | Ian Paisley      | Democratic Unionist |                            | John Hume       | SDLP      |                 |                             | Ulster Unionist |
| 1999  | Jim Nicholson | Ian Paisley      | Democratic Unionist |                            | John Hume       | SDLP      |                 |                             | Ulster Unionist |
| 2004  | Jim Nicholson | Jim Allister     | Democratic Unionist |                            | Bairbre de Brún | Sinn Féin |                 |                             | Ulster Unionist |
| 2007  | Jim Nicholson | Jim Allister     |                     | Traditional Unionist Voice | Bairbre de Brún | Sinn Féin |                 |                             | Ulster Unionist |
| 2009  | Jim Nicholson |                  | Diane Dodds         | Democratic Unionist        | Bairbre de Brún | Sinn Féin |                 | Conservatives and Unionists |                 |
| 2012  | Jim Nicholson | Martina Anderson | Diane Dodds         | Democratic Unionist        |                 | Sinn Féin | Ulster Unionist |                             |                 |
| 2014  | Jim Nicholson | Martina Anderson | Diane Dodds         | Democratic Unionist        |                 | Sinn Féin | Ulster Unionist |                             |                 |
| 2019  |               | Martina Anderson | Diane Dodds         | Democratic Unionist        | Naomi Long      | Sinn Féin | Alliance        |                             |                 |

## Résultats des élections
Les candidats élus sont indiqués en gras. Entre parenthèses indiquent le nombre de votes par siège.

### 2019
| Parti | Parti            | Candidat              | %     | Comptage | Comptage | Comptage | Comptage   | Comptage   |
| Parti | Parti            | Candidat              | %     | 1        | 2        | 3        | 4          | 5          |
| --- | ---------------- | --------------------- | ----- | -------- | -------- | -------- | ---------- | ---------- |
| | Sinn Féin        | Martina Anderson      | 22.17 | 126,951  | 128,117  | 128,190  | 128,200.50 | 152,436.50 |
| | DUP              | Diane Dodds           | 21.83 | 124,991  | 127,291  | 155,422  |            |            |
| | Alliance         | Naomi Long            | 18.50 | 105,928  | 115,327  | 122,263  | 123,917.00 | 170,370.00 |
| | SDLP             | Colum Eastwood        | 13.72 | 78,589   | 80,949   | 82,101   | 82,413.50  |            |
| | TUV              | Jim Allister          | 10.83 | 62,021   | 63,872   | 79,540   | 89,854.00  | 90,079.00  |
| | Ulster Unionist  | Danny Kennedy         | 9.26  | 53,052   | 54,736   |          |            |            |
| | Green (NI)       | Clare Bailey          | 2.18  | 12,471   |          |          |            |            |
| | UKIP             | Robert Hill           | 0.89  | 5,115    |          |          |            |            |
| | Indépendant      | Jane Morrice          | 0.30  | 1,719    |          |          |            |            |
| | Indépendant      | Neil McCann           | 0.17  | 948      |          |          |            |            |
| | NI Conservatives | Amandeep Singh Bhogal | 0.12  | 662      |          |          |            |            |
| Électorat : 1,278,951 Valide : 572,447 Non valide : 4,649 (0.81%) Quota : 143,112 Participation : 577,275 (45.14%) |                  |                       |       |          |          |          |            |            |

### 2014
Dix candidats se sont présentés aux élections,.
| Parti                                                                                                   | Parti            | Candidat         | %    | Comptage | Comptage | Comptage | Comptage | Comptage | Comptage | Comptage | Comptage |
| Parti                                                                                                   | Parti            | Candidat         | %    | 1        | 2        | 3        | 4        | 5        | 6        | 7        | 8        |
| --- | ---------------- | ---------------- | ---- | -------- | -------- | -------- | -------- | -------- | -------- | -------- | -------- |
| | Sinn Féin        | Martina Anderson | 25.5 | 159,813  |          |          |          |          |          |          |          |
| | DUP              | Diane Dodds      | 20.9 | 131,163  | 131,831  | 131,845  | 133,465  | 139,791  | 143,009  | 179,302  |          |
| | Ulster Unionist  | Jim Nicholson    | 13.3 | 83,438   | 84,418   | 84,426   | 86,672   | 92,301   | 99,260   | 135,993  | 158,212  |
| | SDLP             | Alex Attwood     | 13.0 | 81,594   | 81,790   | 83,845   | 87,028   | 88,147   | 112,822  | 114,981  | 115,273  |
| | TUV              | Jim Allister     | 12.1 | 75,806   | 76,182   | 76,195   | 77,065   | 84,438   | 86,020   |          |          |
| | Alliance         | Anna Lo          | 7.1  | 44,432   | 44,978   | 45,292   | 53,953   | 55,347   |          |          |          |
| | UKIP             | Henry Reilly     | 3.9  | 24,584   | 24,914   | 24,945   | 26,017   |          |          |          |          |
| | Green (NI)       | Ross Brown       | 1.7  | 10,598   | 10,923   | 11,038   |          |          |          |          |          |
| | NI21             | Tina McKenzie    | 1.7  | 10,553   | 10,823   | 10,862   |          |          |          |          |          |
| | NI Conservatives | Mark Brotherston | 0.7  | 4,144    |          |          |          |          |          |          |          |
| Électorat : 1,226,771 Valide : 626,125 Non valide : 9,968 (1.6%) Quota : 156,532 Participation : 635927 |                  |                  |      |          |          |          |          |          |          |          |          |

### 2009
| Parti | Parti      | Candidat        | %    | Comptage | Comptage | Comptage |
| Parti | Parti      | Candidat        | %    | 1        | 2        | 3        |
| --- | ---------- | --------------- | ---- | -------- | -------- | -------- |
| | Sinn Féin  | Bairbre de Brún | 26.0 | 126,184  |          |          |
| | DUP        | Diane Dodds     | 18.2 | 88,346   | 91,260   | 115,722  |
| | UCU-NF     | Jim Nicholson   | 17.1 | 82,893   | 94,285   | 132,227  |
| | SDLP       | Alban Maginness | 16.2 | 78,489   | 94,814   | 97,428   |
| | TUV        | Jim Allister    | 13.7 | 66,197   | 70,481   |          |
| | Alliance   | Ian Parsley     | 5.5  | 26,699   |          |          |
| | Green (NI) | Steven Agnew    | 3.3  | 15,764   |          |          |
| Électorat : 1,141,979 Valide : 484,572 Non valide : 4,319 (0.9%) Quota : 121,144 Participation : 488,891 |            |                 |      |          |          |          |

### 2004
| Parti | Parti                   | Candidat          | %    | Comptage | Comptage | Comptage |
| Parti | Parti                   | Candidat          | %    | 1        | 2        | 3        |
| --- | ----------------------- | ----------------- | ---- | -------- | -------- | -------- |
| | DUP                     | Jim Allister      | 32.0 | 175,761  |          |          |
| | Sinn Féin               | Bairbre de Brún   | 26.3 | 144,541  |          |          |
| | Ulster Unionist         | Jim Nicholson     | 16.6 | 91,164   | 124,646  | 147,058  |
| | SDLP                    | Martin Morgan     | 15.9 | 87,559   | 88,010   | 108,531  |
| | Indépendant             | John Gilliland    | 6.6  | 36,270   | 39,390   |          |
| | Socialist Environmental | Eamonn McCann     | 1.6  | 9,172    | 9,268    |          |
| | Green (NI)              | Lindsay Whitcroft | 0.9  | 4,810    | 5,134    |          |
| Électorat : 1,072,669 Valide : 549,277 Non valide : 5,467 (1.0%) Quota : 137,320 Participation : 554,744 |                         |                   |      |          |          |          |

La candidature de Gilliland a été soutenue par l'Alliance, Parti des travailleurs, Travailiste et d'autres.

### 1999
| Parti                                                                                             | Parti             | Candidat           | %    | Comptage | Comptage | Comptage |
| Parti                                                                                             | Parti             | Candidat           | %    | 1        | 2        | 3        |
| ------------------------------------------------------------------------------------------------- | ----------------- | ------------------ | ---- | -------- | -------- | -------- |
|                                                                                                   | DUP               | Ian Paisley        | 28.4 | 192,762  |          |          |
|                                                                                                   | SDLP              | John Hume          | 28.1 | 190,731  |          |          |
|                                                                                                   | Ulster Unionist   | Jim Nicholson      | 17.6 | 119,507  | 162,627  | 184,739  |
|                                                                                                   | Sinn Féin         | Mitchel McLaughlin | 17.3 | 117,643  | 119,352  | 119,384  |
|                                                                                                   | PUP               | David Ervine       | 3.31 | 22,494   |          |          |
|                                                                                                   | UK Unionist Party | Robert McCartney   | 2.98 | 20,283   |          |          |
|                                                                                                   | Alliance          | Seán Neeson        | 2.12 | 14,391   |          |          |
|                                                                                                   | Natural Law       | James Anderson     | 0.15 | 998      |          |          |
| Électorat : 1,191,307 Valide : 678,809 Non valide : 8,764 Quota : 169,703 Participation : 687,573 |                   |                    |      |          |          |          |

### 1994
| Parti                                                                                           | Parti                            | Candidat          | %    | Comptage | Comptage   |
| Parti                                                                                           | Parti                            | Candidat          | %    | 1        | 2          |
| ----------------------------------------------------------------------------------------------- | -------------------------------- | ----------------- | ---- | -------- | ---------- |
|                                                                                                 | DUP                              | Ian Paisley       | 29.2 | 163,246  |            |
|                                                                                                 | SDLP                             | John Hume         | 28.9 | 161,992  |            |
|                                                                                                 | Ulster Unionist                  | Jim Nicholson     | 23.8 | 133,459  | 149,541.25 |
|                                                                                                 | Alliance                         | Mary Clark-Glass  | 4.1  | 23,157   | 23,375.55  |
|                                                                                                 | Sinn Féin                        | Tom Hartley       | 3.8  | 21,273   | 21,278.10  |
|                                                                                                 | Sinn Féin                        | Dodie McGuinness  | 3.1  | 17,195   | 17,238.95  |
|                                                                                                 | Sinn Féin                        | Francie Molloy    | 3.0  | 16,747   | 16.756.60  |
|                                                                                                 | Ulster Independence              | Hugh Ross         | 1.4  | 7,858    | 12,575.05  |
|                                                                                                 | NI Conservatives                 | Myrtle Boal       | 1.0  | 5,583    | 6,106.95   |
|                                                                                                 | Parti des travailleurs d'Irlande | John Lowry        | 0.5  | 2,543    | 2,579.00   |
|                                                                                                 | Labour Party NI                  | Niall Cusack      | 0.4  | 2,464    | 2,518.90   |
|                                                                                                 | Natural Law                      | James Anderson    | 0.2  | 1,418    | 1,492.70   |
|                                                                                                 | Indépendant                      | June Campion      | 0.2  | 1,088    | 1,127.15   |
|                                                                                                 | Indépendant                      | David Kerr        | 0.1  | 571      | 877.15     |
|                                                                                                 | Natural Law                      | Susannah Thompson | 0.1  | 454      | 534.40     |
|                                                                                                 | Natural Law                      | Michael Kennedy   | 0.1  | 419      | 443.90     |
|                                                                                                 | Indépendant                      | Robert Mooney     | 0.1  | 400      | 455.95     |
| Électorat : 1,151,389 Valide : 559,867 Non valide : 9,234 Quota : 139,967 Participation : 49.4% |                                  |                   |      |          |            |

- Note 1: La candidature de Campion, avec la description du bulletin de vote 'Peace Coalition', a été soutenue par la gauche démocratique, les Verts et certains groupes travaillistes.
- Note 2: Kerr est apparu sur le bulletin de vote avec la description Independence for Ulster.
- Note 3: Mooney est apparu sur le bulletin de vote avec la description Constitutional Independent Northern Ireland.

### 1989
| Parti                                                                                             | Parti                            | Candidat        | %    | Comptage | Comptage |
| Parti                                                                                             | Parti                            | Candidat        | %    | 1        | 2        |
| ------------------------------------------------------------------------------------------------- | -------------------------------- | --------------- | ---- | -------- | -------- |
|                                                                                                   | DUP                              | Ian Paisley     | 29.9 | 160,110  |          |
|                                                                                                   | SDLP                             | John Hume       | 25.5 | 136,335  |          |
|                                                                                                   | Ulster Unionist                  | Jim Nicholson   | 22.2 | 118,785  | 141,583  |
|                                                                                                   | Sinn Féin                        | Danny Morrison  | 9.1  | 48,914   | 48,987   |
|                                                                                                   | Alliance                         | John Alderdice  | 5.2  | 27,905   | 28,633   |
|                                                                                                   | NI Conservatives                 | Myrtle Boal     | 4.8  | 25,789   | 26,872   |
|                                                                                                   | Green (NI)                       | Malcolm Samuel  | 1.2  | 6,569    | 6,876    |
|                                                                                                   | Parti des travailleurs d'Irlande | Seamus Lynch    | 1.0  | 5,590    | 5,668    |
|                                                                                                   | Travailliste                     | Mark Langhammer | 0.7  | 3,540    | 3,661    |
|                                                                                                   | Labour Party NI                  | Brian Caul      | 0.2  | 1,274    | 1,304    |
| Électorat : 1,106,852 Valide : 534,811 Non valide : 5,356 Quota : 133,703 Participation : 540,167 |                                  |                 |      |          |          |

Langhammer est apparu sur le bulletin de vote en tant que candidat de la 'Labour Representation' la campagne pour la représentation du travail visait à persuader le Parti travailliste de s'organiser en Irlande du Nord.
Caul est apparu sur le bulletin de vote comme le candidat du Labour '87, une fusion du Parti travailliste d'Irlande du Nord, Northern Ireland Labour Party, Ulster Liberal Party et United Labour Party.

### 1984
| Parti                                                                                              | Parti                            | Candidat        | %    | Comptage | Comptage | Comptage | Comptage |
| Parti                                                                                              | Parti                            | Candidat        | %    | 1        | 2        | 3        | 4        |
| -------------------------------------------------------------------------------------------------- | -------------------------------- | --------------- | ---- | -------- | -------- | -------- | -------- |
| | DUP                              | Ian Paisley     | 33.6 | 230,251  |          |          |          |
| | SDLP                             | John Hume       | 22.1 | 151,399  | 151,664  | 156,310  | 183,256  |
| | Ulster Unionist                  | John Taylor     | 21.5 | 147,169  | 185,714  |          |          |
| | Sinn Féin                        | Danny Morrison  | 13.3 | 91,476   | 91,525   | 92,644   | 93,079   |
| | Alliance                         | David Cook      | 5.0  | 34,046   | 34,892   | 37,401   |          |
| | Ulster Popular Unionist Party    | James Kilfedder | 2.9  | 20,092   | 38,293   | 38,854   |          |
| | Parti des travailleurs d'Irlande | Seamus Lynch    | 1.3  | 8,712    | 8,813    |          |          |
| | Ecology Party                    | Colin McGuigan  | 0.3  | 2,172    | 2,236    |          |          |
| Électorat : 1,065,363 Valide : 685,317 Non valide : 11,654 Quota : 171,330 Participation : 696,994 |                                  |                 |      |          |          |          |          |

### 1979
| Parti                                                                                              | Parti                                  | Candidat             | %    | Comptage | Comptage | Comptage | Comptage | Comptage | Comptage |
| Parti                                                                                              | Parti                                  | Candidat             | %    | 1        | 2        | 3        | 4        | 5        | 6        |
| -------------------------------------------------------------------------------------------------- | -------------------------------------- | -------------------- | ---- | -------- | -------- | -------- | -------- | -------- | -------- |
| | DUP                                    | Ian Paisley          | 29.8 | 170,688  |          |          |          |          |          |
| | SDLP                                   | John Hume            | 24.5 | 140,622  | 140,676  | 146,072  |          |          |          |
| | Ulster Unionist                        | John Taylor          | 11.9 | 68,185   | 77,228   | 80,207   | 80,405   | 96,407   | 153,466  |
| | Ulster Unionist                        | Harry West           | 10.0 | 56,984   | 61,163   | 61,952   | 62,140   | 65,915   |          |
| | Alliance                               | Oliver Napier        | 6.8  | 39,026   | 39,404   | 45,702   | 51,263   |          |          |
| | Independent Unionist                   | James Kilfedder      | 6.7  | 38,198   | 50,622   | 53,986   | 54,623   | 69,383   | 72,557   |
| | Independent Republican                 | Bernadette McAliskey | 5.9  | 33,969   | 33,975   | 36,105   |          |          |          |
| | Indépendant                            | David Bleakley       | 1.6  | 9,383    | 9,600    |          |          |          |          |
| | United Labour Party (Northern Ireland) | Paddy Devlin         | 1.1  | 6,122    | 6,146    |          |          |          |          |
| | Unionist Party NI                      | Eddie Cummings       | 0.6  | 3,712    | 3,836    |          |          |          |          |
| | Republican Clubs                       | Brian Brennan        | 0.6  | 3,258    | 3,263    |          |          |          |          |
| | Republican Clubs                       | Francis Donnelly     | 0.2  | 1,160    | 1,164    |          |          |          |          |
| | Ulster Liberal                         | James Murray         | 0.2  | 932      | 948      |          |          |          |          |
| Électorat : 1,029,490 Valide : 572,239 Non valide : 13,773 Quota : 143,060 Participation : 586,059 |                                        |                      |      |          |          |          |          |          |          |

Bleakley est apparu sur le bulletin de vote avec la description 'United Community'.